# 長億里
長億里是臺灣臺中市太平區所轄的里，以1980年代長億集團在當時臺中縣太平鄉所造鎮的「台中小鎮」而聞名。2003年後，行政區是長億路與太平路以南、頭汴坑溪堤防道路以北、第二公墓以東所圍成的區域，面積0.9103平方公里、8,247人。與太平里、永成里、平安里相鄰，以及與光隆里、德隆里隔頭汴坑溪相鄰。

## 發展史

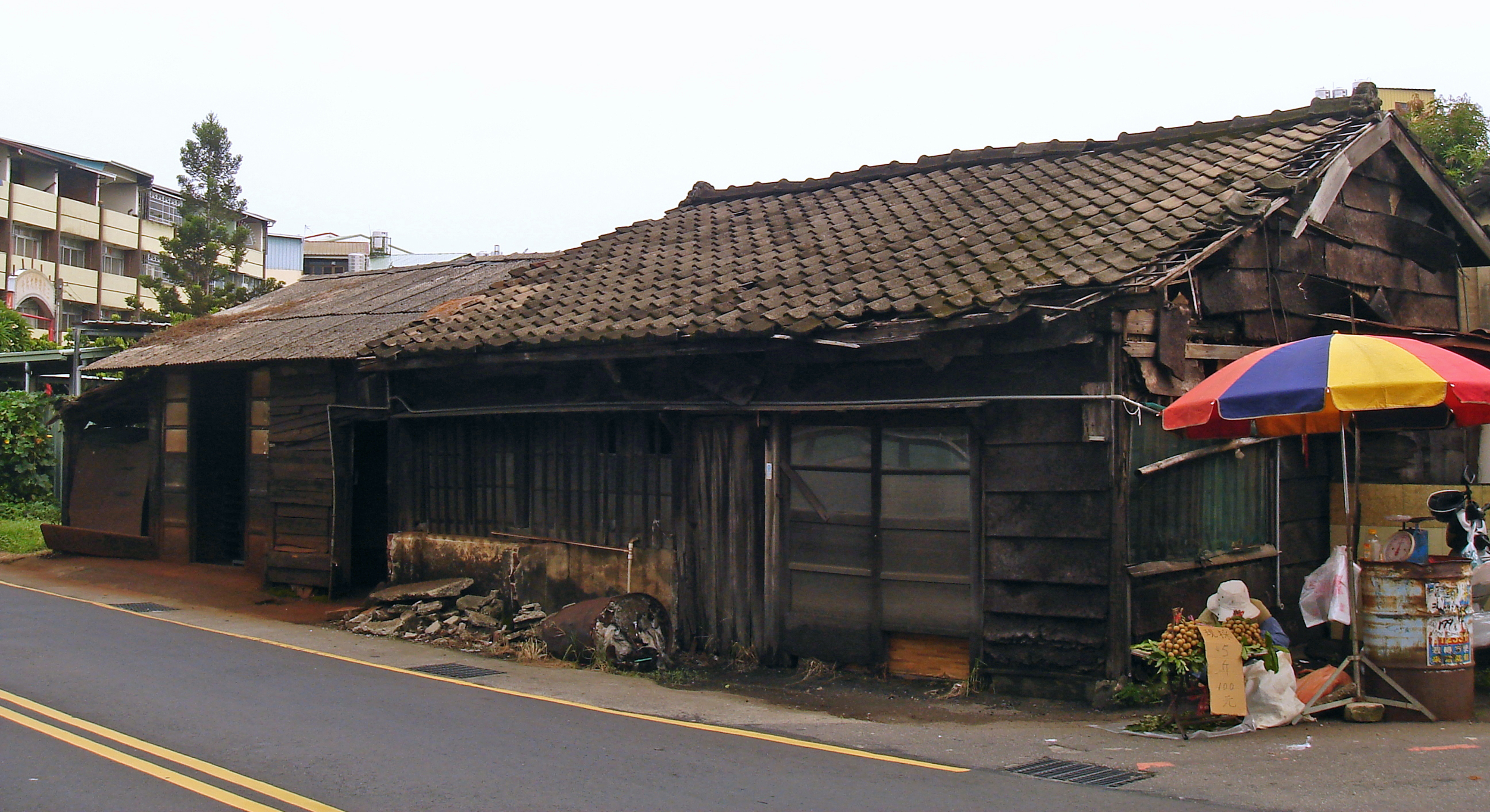
昔日中南線的太平車站

日治時期屬於台中州大屯郡大平庄大平大字；大正時期大日本製糖株式會社修築運經濟作物的五分仔車鐵道（中南線），由中南驛（今臺中車站後站）出發，過太平驛（建物尚存）後沿今日長億六街繼續往南到大里、霧峰區，一直到中華民國接管臺灣後依舊是竹林、農田景觀。
- 1950年，畫分在太平村（今太平里）下。
- 1980年代初，長億建設在此處造鎮名稱「台中小鎮」，之後台中小鎮就是此處的慣稱。
- 1987年9月，由太平村分設置長億村[3]。
- 1986年，台灣基督長老教會設立台中小鎮教會，長億活動中心落成。
- 1990年，陸續設立太平鄉立圖書館（今市圖太平分館）、老人會館、長億國中（今臺中市立長億高級中學）[4]。
- 1996年，太平鄉改制升格為太平市，改制為長億里。
- 2003年，依據《臺中縣村里鄰編組及區域調整自治條例》，將長億里長億路以西新設永成里。12月由九二一地震災後建築物廢置土石方堆置場改建而的「九二一震災紀念公園」完工。
- 2005年，增設臺中市太平區長億國民小學。
- 2006年，頭汴坑溪整治工程完成，兩岸增設自行車道與頭汴坑溪水防道路。
- 2013年起，長億里最後一塊未開發的土地開始啟動重劃工程（2013年長億國小西側 泓大自辦、2015年長億國小西北側 泓福泓成自辦）。[5]
- 2020年12月30日，臺中市太平區永億段社會住宅動工，預計2023年完工。[6]

## 區內設施
教育
- 臺中市立長億高級中學（完全中學）
- 臺中市太平區長億國民小學

旅遊景點
- 太平九二一震災紀念公園
- 頭汴坑溪自行車道
- 台中小鎮夜市（常態型街道夜市，長億夜市）
- 福星公園
- 永福公園

公有設施
- 臺中市立圖書館太平分館
- 太平區老人會館
- 長億永成里社區活動中心
- 長億公有停車場
- 永億段社會住宅（興建中）

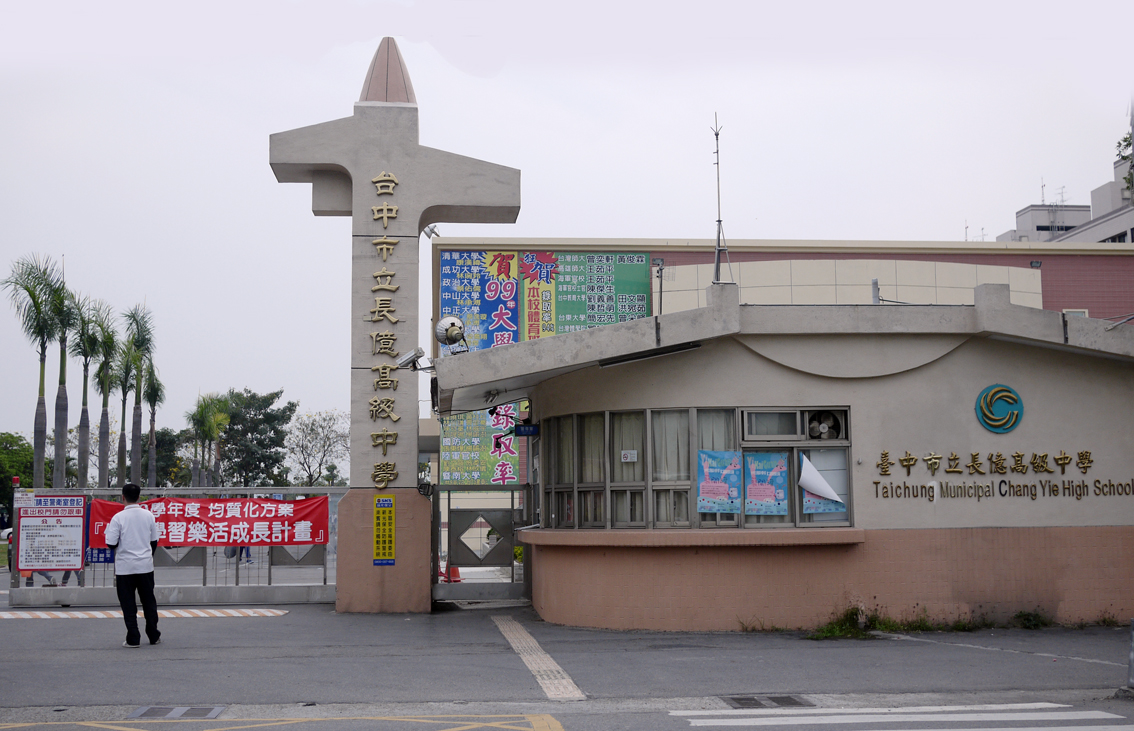
位於長億六街的長億高中

- 公共自行車（YouBike2.0系統）：長億高中、太平區福星公園、永福公園
- 太平市第二公墓（已停葬）

## 交通
主要道路
- 太平路
- 長億路
- 長億六街

臺中市市區公車
| 市區公車編號 | 業者     | 營運區間             | 備註                                                           |
| 3            | 統聯客運 | 東山高中－高鐵台中站 | 經新平路、長億高中、慈明高中、修平科技大學、台中高工、明道中學 |
| 7            | 東南客運 | 台中一中－長億高中   | 實際起點為雙十興進路口                                         |
| 289          | 豐原客運 | 臺中車站－東平社區   |                                                                |

周邊臺中市公共自行車站點
- 長億公園：永成北路永泰街口
- 中平公園：太平路中平九街230巷口